# Évasion d'Auschwitz de Siegfried Lederer
Dans la nuit du 5 avril 1944, Siegfried Lederer, un Juif tchèque, s'est échappé du camp de concentration d'Auschwitz en portant un uniforme SS fourni par le SS-Rottenführer Viktor Pestek. En raison de sa foi catholique et de sa passion pour Renée Neumann, une prisonnière juive, Pestek s'est opposé à l'Holocauste. Il accompagna Lederer hors du camp et les deux hommes se rendirent ensemble au protectorat de Bohême et de Moravie pour obtenir de faux documents pour Neumann et sa mère.
Lederer, ancien officier de l'armée tchécoslovaque et membre de la résistance tchèque, a tenté en vain d'avertir les Juifs du ghetto de Theresienstadt des meurtres de masse à Auschwitz. Lui et Pestek sont retournés à Auschwitz pour tenter de sauver Neumann et sa mère. Pestek a été arrêté dans des circonstances controversées et exécuté plus tard. Lederer est retourné en Tchécoslovaquie occupée, où il a rejoint le mouvement de résistance et a tenté de faire passer en contrebande un rapport sur Auschwitz au Comité international de la Croix-Rouge en Suisse. Après la guerre, il est resté en Tchécoslovaquie. L'histoire de l'évasion a été racontée par Lederer et des écrivains, dont l'historien Erich Kulka.

## Siegfried Lederer
Siegfried Lederer (cs) (1904-1972), aussi nommé Vítězslav est né en 1904 dans une famille juive à Písařova Vesce (cs) dans les Sudètes, la partie germanophone de la Tchécoslovaquie,. Après l’annexion des Sudètes par l’Allemagne en 1938, il a déménagé à Plzeň et a travaillé de travaux manuels, y compris des travaux agricoles et un passage dans une usine de kaolin. Selon Lederer, il a rejoint l'Association des Amis de l'Union soviétique, a été influencé par le chef communiste Marie Škardová, aidé ceux qui vivent dans la clandestinité et a distribué des publications illégales. Lederer a également déclaré qu'il était membre du groupe de résistance nommé d'après le lieutenant-colonel Jaroslav Weidmann. Plus tard, Lederer a rejoint Plzeňák 28, un groupe de résistance tchèque à Zbraslav ainsi appelé parce qu'il comptait vingt-huit membres, dont Josef Pokorný, commandant de la gendarmerie de Zbraslav.

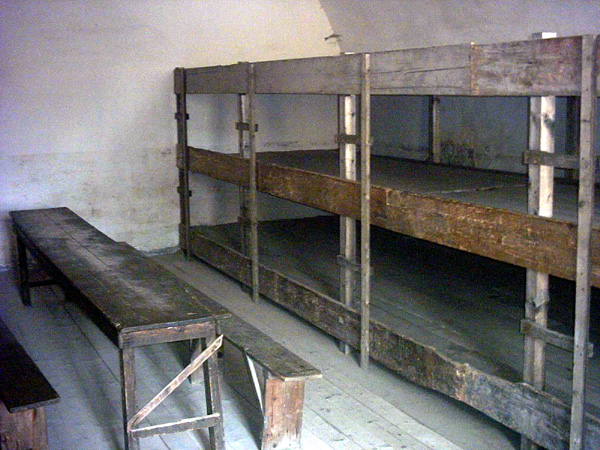
Une chambre dans la Petite Forteresse

En novembre 1939 et à nouveau en novembre 1940, Lederer a été arrêté par la Gestapo pour activité de résistance présumée. Dans les deux cas, il a été rapidement libéré faute de preuves,. Il a été arrêté une troisième fois et emprisonné avec d'autres prisonniers politiques à la Petite Forteresse de Theresienstadt. Le 18 janvier 1942, il a été transféré dans le ghetto juif adjacent, et devait être expulsé sur le prochain transport. Leo Holzer, le chef des pompiers du ghetto — un foyer de résistance — a entendu parler des activités de résistance de Lederer et a reporté sa déportation en le recrutant. Lederer a affirmé plus tard qu'il avait maintenu le contact avec le Plzeňák 28 pendant qu'il était à Theresienstadt, mais les survivants de ce groupe ont témoigné qu'ils n'avaient rien entendu de lui jusqu'à son évasion. Il a été renvoyé des pompiers et a perdu sa protection contre la déportation parce qu'il a été surpris en train de fumer[Quoi ?]. Déporté au camp de concentration d'Auschwitz le 18 décembre 1943, Lederer a été forcé de porter une étoile jaune et un triangle rouge, le marquant ainsi comme juif et prisonnier politique. Il n'y a aucune preuve qu'il ait été impliqué dans le mouvement de résistance d'Auschwitz.

## Viktor Pestek
Viktor Pestek (cs), né en 1924 à Czernowitz, en Bucovine, alors partie de la Roumanie, dans une famille allemande de souche catholique,. Le garde d'Auschwitz Stefan Baretzki a grandi dans la même ville; lui et Pestek étaient des connaissances dans leur jeunesse. Son père était forgeron et fermier, et a appris ces métiers étant jeune. Pestek a rejoint les Waffen-SS, soit à cause de son sens inné de l'aventure, ou parce que sa mère l'a persuadé de s'y joindre,,. Pendant son service, Pestek a été impliqué dans la guerre anti-partisane près de Minsk, la Biélorussie. Son unité a reçu l'ordre d'attaquer un village soupçonné de contenir des partisans et de tuer les habitants. Lorsque les partisans soviétiques ont ouvert le feu sur les Allemands, Pestek a été blessé au bras et à la jambe. Séparé de son unité, il se cacha dans une grange avec un autre SS blessé nommé Werner,.
Après la mort de Werner des suites de ses blessures, Pestek a été découvert par des partisans qui lui ont épargné la vie malgré les massacres SS dans le village. L'humanité de son ennemi a apparemment réveillé la foi catholique de Pestek et l'a mis en conflit avec la politique génocidaire allemande. Selon Siegfried Lederer, Pestek a dit qu'il était un « tueur et qu'un partisan soviétique a épargné ma vie de toute façon ». À son retour dans une zone sous contrôle allemand, il avait perdu l'usage de sa main. Trouvé inapte au service de première ligne, il a été affecté au camp de concentration d'Auschwitz en tant que garde. Pestek était un Rottenführer, un sous-officier junior de la SS.

## Auschwitz

### Contexte

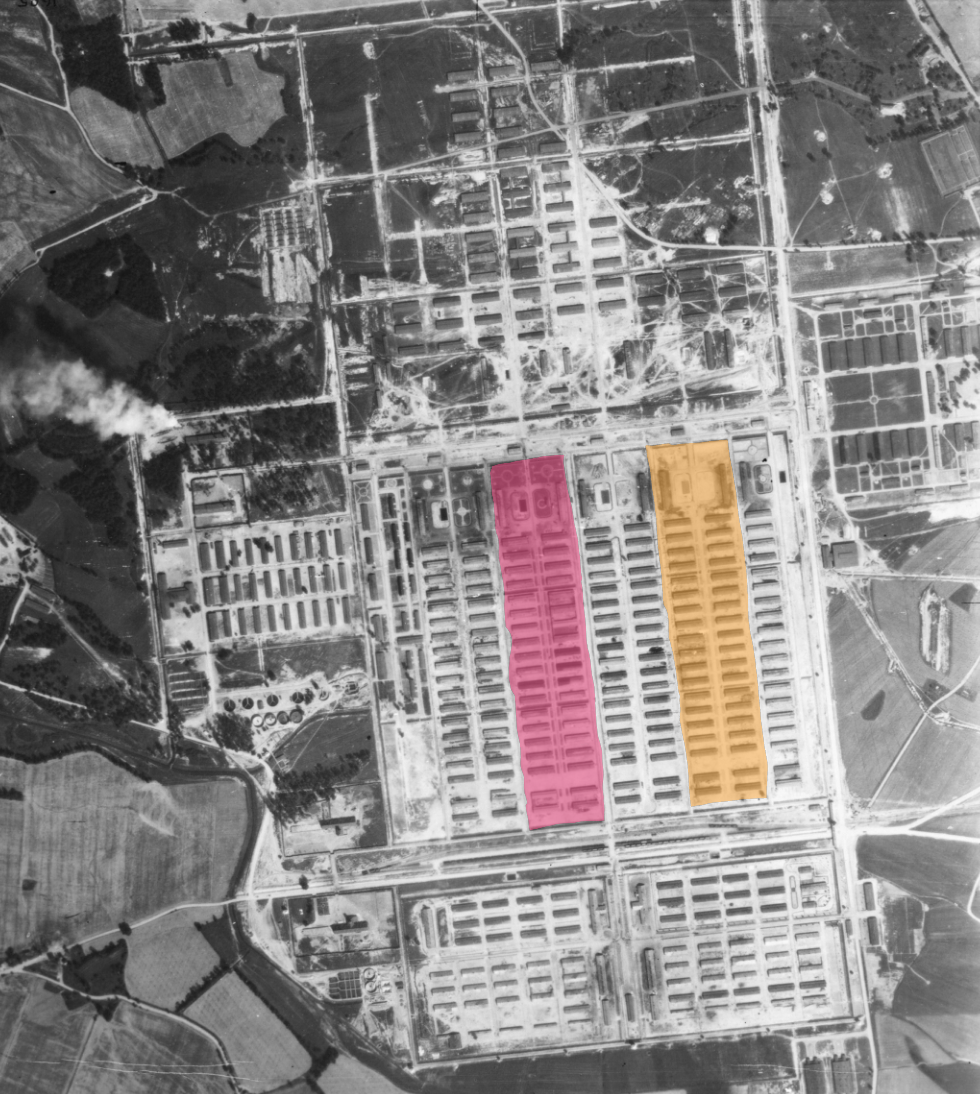
BIId (rose) et BIIb (orange) mis en évidence sur une photographie aérienne de Birkenau.

Les Juifs transportés de Theresienstadt à Auschwitz entre septembre 1943 et mai 1944 ont été logés dans un bloc séparé à Auschwitz II-Birkenau, connu sous le nom de camp familial de Theresienstadt. Ils n'ont pas été sélectionnés à leur arrivée, ont été autorisés à conserver leurs vêtements civils et n'ont pas été forcés de se raser la tête. Les familles ont été autorisées à rester ensemble et à écrire à leurs amis et parents pour tenter d'induire le monde extérieur en erreur au sujet de la solution finale . Les nazis, cependant, prévoyaient de tuer chaque groupe de prisonniers six mois après leur arrivée,.
Pestek a d'abord été nommé directeur de la section BIId d'Auschwitz II-Birkenau. Bien qu'il ait rapidement développé une réputation pour le commerce de la contrebande, il était dégoûté par les massacres à Auschwitz et par le mépris de certains membres SS allemands pour les Volksdeutsche (Allemands ethniques), qui comprenait la majorité des gardes d'Auschwitz. Certains hommes SS ont formé des relations avec des femmes juives dans le camp familial parce que, contrairement à d'autres prisonniers, elles avaient été autorisés à garder leurs cheveux. Pestek est tombé amoureux de Renée Neumann, une prisonnière juive tchèque au camp familial, bien qu'elle ne lui rende pas son affection. Il s'est arrangé pour que Neumann obtienne un emploi de commis de bloc et lui a proposé de l'aider à s'échapper en la déguisant en femme SS. Cela a échoué, en partie parce que Neumann ne voulait pas quitter sa mère[C'est-à-dire ?]. Selon l'historien tchèque Miroslav Kárný (cs), Pestek a décidé de ne pas s'échapper avec Neumann et sa mère en raison de leur manque de contacts dans la clandestinité tchèque qui pourraient l'aider à échapper aux poursuites jusqu'à la fin de la guerre.
Le 8 mars 1944, exactement six mois après leur arrivée, les Juifs du camp familial arrivés en septembre ont tous été gazés sans sélection pour trouver ceux capables de travailler,. Pestek a sauvé Neumann et sa mère en les déplaçant temporairement vers un autre bloc. Lederer a été nommé aîné de bloc (Blockältester) du bloc 14 dans le camp familial plus tard ce mois-là. Alfred Cierer, un industriel juif tchèque, et son fils Jakov Tsur ont emménagé parce qu'ils connaissaient Lederer. Réalisant qu'il devrait agir rapidement pour sauver la vie de Neumann, Pestek a commencé à approcher d'autres prisonniers et à offrir de les aider à s'échapper,. Parmi eux se trouvaient Rudolf Vrba et Alfred Wetzler, qui ont refusé l'offre parce qu'ils croyaient que c'était un piège et ont conseillé aux autres prisonniers de ne pas faire confiance à Pestek. Auparavant, un SS nommé Dobrovolný - un Allemand d'origine slovaque - avait rencontré un ami d'enfance juif à Auschwitz. Dobrovolný a proposé de l'aider à s'échapper mais l'a ensuite dénoncé, ce qui a entraîné son exécution brutale et un bonus pour Dobrovolný. Cet incident et des incidents similaires ont persuadé Vrba, Wetzler et d'autres prisonniers que les gardiens ne pouvaient en aucun cas être dignes de confiance,,. Selon Wetzler, Pestek lui a dit: « Je me déteste d'avoir à regarder des femmes et des enfants se faire tuer. Je veux faire quelque chose pour oublier l'odeur de la chair humaine brûlée et me sentir un peu plus propre ». Pestek a également approché le tchèque Josef Neumann (aucun lien avec Renée Neumann), un kapo sur le Leichenkommando, qui était responsable de l'élimination des cadavres; Neumann a refusé.

### Évasion

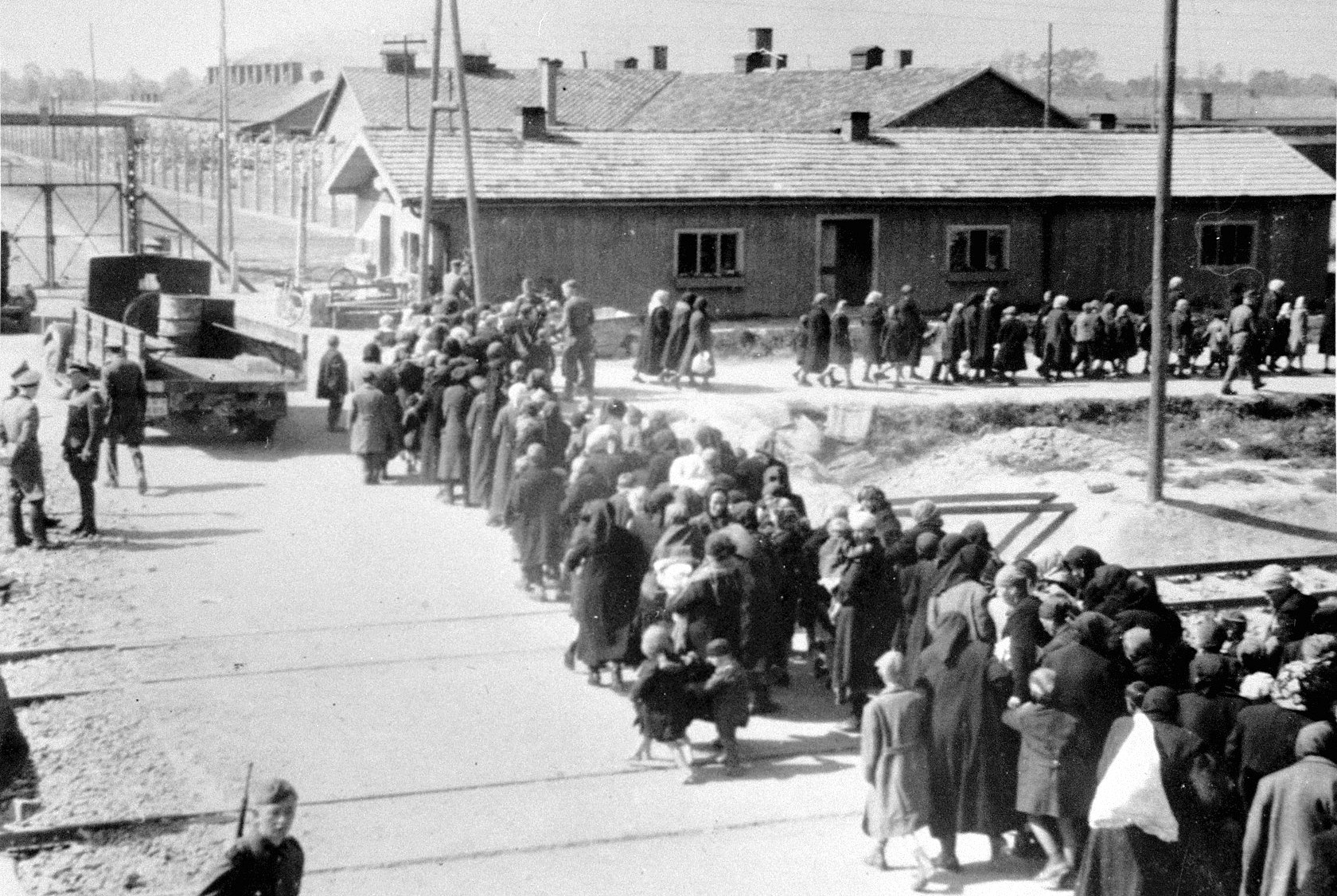
Juifs hongrois marchant vers les chambres à gaz de Birkenau, 1944

Selon Jakov Tsur, Pestek a escorté Cierer à la Gestapo pour un interrogatoire et lui a fait une offre. Interrogé plus tard, Cierer a affirmé que l'offre n'était qu'un transfert dans une autre partie du camp, pas une évasion complète. Cierer, dont les trois enfants étaient avec lui dans le camp familial, refusa l'offre mais suggéra Lederer,. Cierer et Pestek ont parlé en français pour éviter d'être compris,. Cierer a partagé plus tard ses contacts avec Lederer dans l'espoir que son évasion serait réussie et les deux hommes ont planifié ensemble comment annoncer des nouvelles d'Auschwitz au monde extérieur - un plan qu'ils ont caché à Pestek jusqu'après l'évasion. D'autres sources affirment que c'est Lederer que Pestek a escorté à la Gestapo,.
En tant que membre du camp familial et parce qu'il était détenu pour ses activités de résistance, Lederer pensait qu'il n'avait rien à perdre. Il a dit à Pestek qu'il était riche et que ses contacts dans la clandestinité aideraient Pestek et Neumann. Pestek et Lederer ont planifié leur évasion et leur retour prévu pour sauver Neumann, avec beaucoup de détails. Lederer partirait déguisé en SS. Après avoir obtenu de faux documents dans le Protectorat, Lederer et Pestek reviendraient, se faisant passer pour des officiers SS, et présenteraient un faux mandat de la Gestapo pour l'arrestation de Renée Neumann et de sa mère. Le personnel d'Auschwitz fournirait une voiture et un chauffeur, qui serait tué sur le chemin de la gare de la Gestapo. Après avoir disposé du corps, les évadés prendraient un train express pour le protectorat. Le plan était basé sur les connaissances de Pestek grâce à son expérience au bureau des transports.
Parce qu'il était un soldat blessé, Pestek avait droit à un long congé et le demanda pour le 6 avril 1944. Le 3 avril, il vola un uniforme SS, un pistolet et un livre de paie pour Lederer, qui les cacha dans un mur creux. Avant de monter la garde à la porte du camp familial dans la nuit du 5 avril, Pestek laissa une bicyclette près de la caserne de Lederer pour lui faire signe de sortir. Pestek a donné les mots de passe corrects, disant aux autres gardes que Lederer était en service spécial, puis les deux hommes ont enfourché leurs vélos une fois sortis. Ils sont allés à la gare située à l'extérieur d'Auschwitz et ont pris un train pour Prague, évitant le contrôle de frontière en faisant semblant d'être des inspecteurs de bagages. L'absence de Lederer a été découverte dans la matinée du 6 mai par un SS inspectant le camp familial, qui avait vu une femme sortir du bloc de Lederer et était intervenu pour enquêter et découvrir finalement que Lederer manquait. À 11h30, SS-Sturmbannführer Friedrich Hartjenstein, le commandant d'Auschwitz II-Birkenau, a envoyé un télégramme à la police allemande notifiant que Lederer s'était échappé, probablement déguisé en SS-Rottenführer. Un autre télégramme quatre heures plus tard rapporta qu'un SS — vraisemblablement Pestek — était soupçonné d'avoir aidé à l'évasion. Soupçonnés d'être proches de Pestek ou de Lederer, Cierer et d'autres prisonniers ont été interrogés.

## Conséquences

### Obtention de faux papiers
À Prague, Pestek et Lederer vendirent des bijoux que Lederer avait obtenus au marché noir d'Auschwitz et achetèrent des vêtements civils. Ils ont également modifié leurs uniformes pour ressembler à des soldats de la Waffen-SS au lieu des gardes des camps de concentration. De Prague, ils sont allés à Plzeň, où ils se sont cachés avec Josef Černík, un ancien officier de l'armée tchécoslovaque qui avait auparavant aidé Lederer à trouver du travail. La police a fait circuler une photo de Lederer sans offrir de récompense pour sa capture. Brigitta Steiner, la fille d'un ami de Lederer, lui a fourni de faux papiers civils. C'était une Mischling dont l'ascendance allemande partielle a empêché sa déportation. Elle leur a également parlé de Faltys, un Juif caché à Prague qui pourrait arranger le reste des papiers, y compris l'identification d'officier SS qui leur donnerait l'autorité d'arrêter Renée Neumann et sa mère. Faltys a exigé des frais exorbitants, mais a offert une réduction s'ils pouvaient faire sortir une autre femme d'Auschwitz,.
Plusieurs personnes ont aidé à cacher Lederer pendant l'été 1944. En mai 1944, Lederer se cachait à Prague avec Bedřich et Božena Dundr, à Vinohrady, Mánesova no 16. Plus tard, Lederer se cacha avec le frère de Mme Dundr, Adolf Kopřiva à Na Závisti, Zbraslav, une banlieue de Prague. Les familles Černík, Dundr et Kopřiva ont collaboré étroitement, couvrant les besoins de base de Lederer. Černík et sa femme ont été suivis et interrogés par la Kriminalpolizei. Josef Plzák, qui avait connu Lederer dans la résistance, a été arrêté en juin 1944, soupçonné d'avoir aidé à le cacher. Plzák a aidé ceux qui cachaient Lederer et ne l'ont pas trahi. Steiner, un employé de banque allemand nommé Ludwig Wallner dont la belle-sœur juive avait été déportée à Auschwitz et trois autres ont été inculpés par les autorités nazies pour avoir caché Pestek et Lederer et leur avoir fourni de faux papiers.

### Entrée par effraction à Theresienstadt
Le 20 avril, Lederer a effectué la première de quatre ou cinq visites au ghetto de Theresienstadt,. À son insu, Lederer n'était pas le premier évadé d'Auschwitz à apporter des nouvelles d'exécutions de masse dans des chambres à gaz. Le rabbin Leo Baeck, l'un des dirigeants de l'auto-administration juive, avait été informé par un évadé anonyme en août 1943. Lederer se rendit au village voisin de Travčice, où il rencontra Václav Veselý, un coiffeur qui entrait régulièrement dans le ghetto pour raser les gardes tchèques; il connaissait Lederer et avait aidé les Juifs dans le passé. Veselý a dit à Lederer comment éviter les sentinelles, profitant d'une vulnérabilité de sécurité autour d'un hôpital situé à l'extérieur du périmètre du ghetto. Lederer traversa le terrain découvert à l'extérieur du ghetto pendant que la sentinelle regardait de l'autre côté et franchit une clôture.

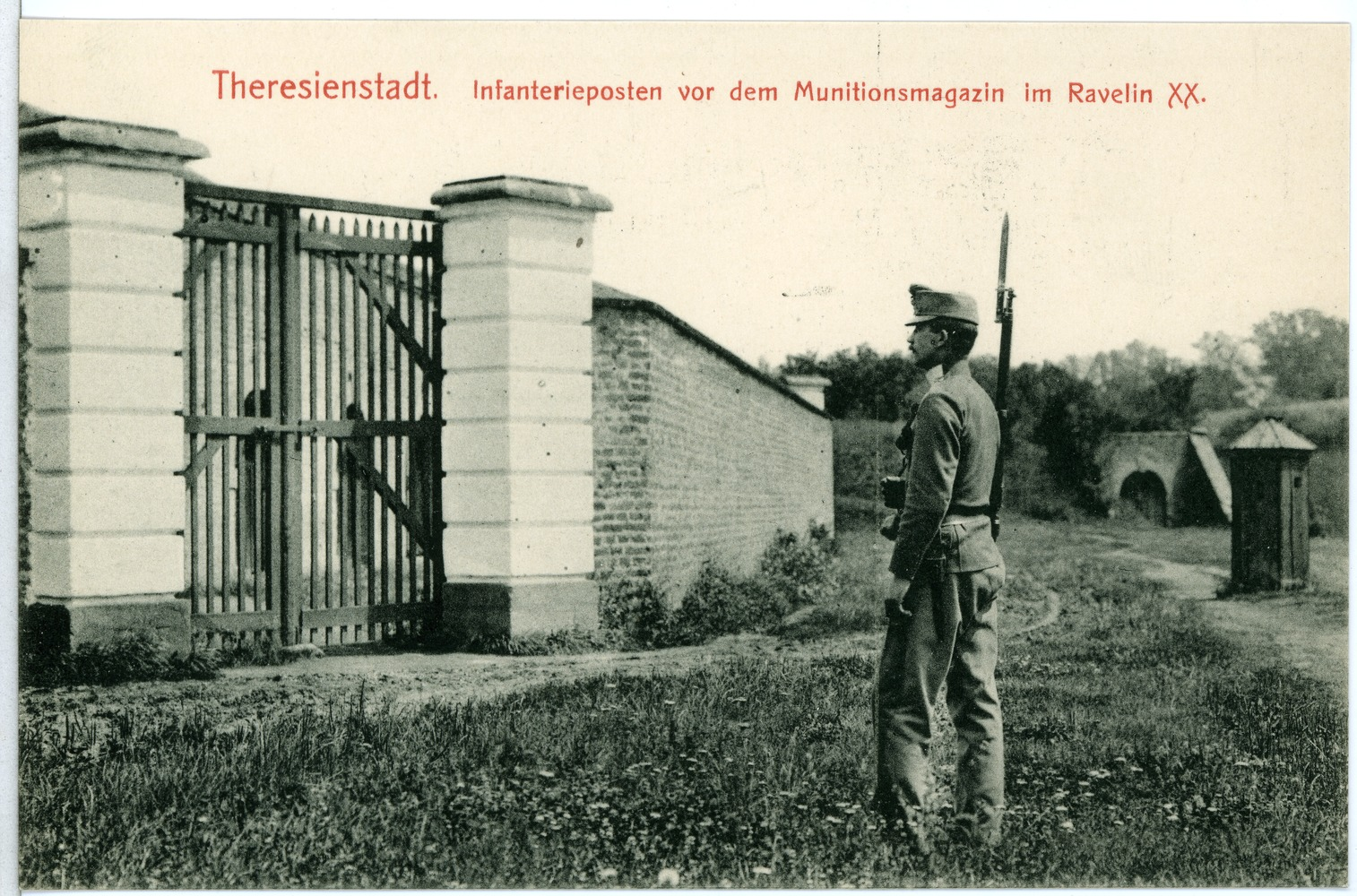
Fortifications de Theresienstadt (1910).

Lederer a raconté à Leo Holzer ce dont il avait été témoin à Auschwitz et, selon son témoignage ultérieur, a également informé Jirka Petschauer, le capitaine de la police juive à l'intérieur du ghetto, et Otto Schliesser, membre du Conseil des anciens. Holzer a informé Baeck et Paul Eppstein, chef de l'auto-administration. Eppstein, Baeck et Holzer sont convenus que la vérité sur Auschwitz devait être gardée strictement secrète, de peur qu'une « catastrophe » ne s'abatte sur les 35 000 prisonniers de Theresienstadt à l'époque. Bien que les rumeurs sur le sort qui les attendait à Auschwitz se soient déjà répandues dans le ghetto, beaucoup de gens ont refusé de les croire. Presque tous les Juifs qui ont été déportés au camp familial en mai 1944 n'étaient pas au courant de la visite précédente de Lederer à Theresienstadt et les rares qui avaient accès aux rapports de Lederer n'ont fait aucun effort pour éviter la déportation. Même les membres de la résistance des pompiers se sont opposés à la résistance armée, faisant confiance à la visite de la Croix-Rouge de juin 1944 pour assurer la survie des Juifs de Theresienstadt.
Expliquant la réaction à la possibilité d'une mort imminente, l'historien et survivant israélien Jakov Tsur a déclaré que personne n'était capable de comprendre Auschwitz avant son arrivée et sa sélection. Miroslav Kárný a dit que lui et ses amis savaient avant leur expulsion le 28 septembre 1944 qu'il y avait des chambres à gaz à Auschwitz, mais qu'« aucun être humain ne pouvait accepter ces faits comme la vérité ». Lederer a fait deux ou trois voyages dans le ghetto en mai, faisant passer des armes et des pièces d'un émetteur radio qu'il a reçu de Josef Pokorný.

### Retour à Auschwitz
Pestek et Lederer sont retournés à Auschwitz entre la fin avril et juin, planifiant de sauver Renée Neumann, sa mère et le parent de Faltys. Ce qui s'est passé par la suite est contesté. On sait que les SS ont arrêté Pestek et que Lederer a échappé à la capture. Selon Kárný, Pestek avait dépassé la durée de son congé et était soupçonné d'avoir aidé Lederer à s'échapper. Lederer a déclaré que Pestek avait laissé des objets de valeur à une petite amie polonaise à Myslowitz et qu'elle l'avait dénoncé lorsqu'il avait tenté de les récupérer. Kárný conteste que Lederer aurait pu savoir qu'elle l'avait trahi parce que, selon Lederer, il était resté à la gare d'Auschwitz pendant que Pestek allait à Myslowitz. Kárný a affirmé que les informations contradictoires empêchaient de savoir ce qui s'était passé et il était convaincu que le récit de Lederer n'était pas exact.
Josef Neumann a déclaré qu'il avait été approché par un SS inconnu — probablement Pestek — avec une offre d'évasion. Avant qu'ils n'aient pu mettre en œuvre leurs plans, l'alarme a été déclenchée et les gardes SS sont arrivés. Neumann et Pestek ont été arrêtés, menottés, emmenés, interrogés et torturés au bloc 11,. Le garde SS Stefan Baretzki, qui connaissait bien Pestek, a témoigné que Pestek avait été arrêté à Birkenau. Baretzki a déclaré qu'il avait vu d'autres gardes SS battre Pestek. Ryszard Henryk Kordek, un prisonnier, a dit que Baretzki avait sonné l'alarme sur le retour de Pestek et que Baretzki était l'un des gardes qui avait battu Pestek. Le SS Perry Broad a dit qu'il avait entendu des kapos se vanter de chasser et d'attraper Pestek dans les bois autour du camp. Kárný émet l'hypothèse que Pestek, se rendant compte qu'il avait été reconnu, a abandonné ses plans pour sauver Renée Neumann et sa mère et a donc fait l'offre à Josef Neumann. Pestek a été condamné à mort par peloton d'exécution à Kattowitz pour avoir favorisé les détenus et la désertion. Il a été exécuté à Międzybrodzie Bialskie le 8 octobre 1944 à 7 h 4. Des membres de l'unité de Pestek ont déclaré avoir reçu l'ordre d'assister à la fusillade. Pendant la deuxième liquidation du camp familial en juillet 1944, Neumann et sa mère ont été sélectionnées pour le travail forcé dans la région de Hambourg. Les deux ont survécu à la guerre.

### Envoi d'un rapport vers la Suisse
Début juin, Lederer a tenté de faire passer en contrebande un rapport sur Auschwitz au Comité international de la Croix-Rouge (CICR) en Suisse neutre. À Plzeň, il rencontre le journaliste tchèque Eduard Kotora, à qui il confie ses projets. Kotora accompagna Lederer jusqu'à la gare de Křimice, où ce dernier monta dans un train. Utilisant de faux papiers fournis par Steiner et un faux permis de travail fourni par la résistance de Zbraslav, Lederer a continué jusqu'à la gare de Škodovák, qui a été utilisée par de nombreux Tchèques traversant la frontière pour travailler à l'usine de Škoda dans les Sudètes. Selon Lederer, il a ensuite été conduit à Constance, habillé alternativement en civil et en officier SS. Il a rencontré la veuve de Werner, le collègue SS de Pestek qui a été tué au combat en Biélorussie, et lui a donné certains des biens personnels de Werner qui s'étaient retrouvés entre les mains de Pestek. Mme Werner a présenté Lederer au capitaine d'un bateau sur le lac de Constance, qui a accepté de faire passer le rapport en contrebande en Suisse et de l'envoyer au CICR.
Il n'y a aucune preuve que le rapport ait atteint sa destination, ni même que Lederer l'ait envoyé comme il l'a décrit. Kárný écrit que l'explication la plus probable est que le capitaine a détruit le rapport pour éviter des difficultés avec le contrôle aux frontières. Selon l'historien tchèque Erich Kulka, le CICR n'a probablement pas reçu le rapport. Lederer a dit en 1967 qu'il avait l'opportunité de s'échapper en Suisse mais a décidé de ne pas le faire parce que sa famille avait déjà été tuée par les Allemands et qu'il se sentait obligé de continuer à se battre. Selon Kárný, Lederer considérait la fuite vers la Suisse comme de la lâcheté et de la désertion, même si Kárný note que son témoignage sur Auschwitz aurait été plus crédible s'il l'avait livré en personne.

### Suite de la guerre

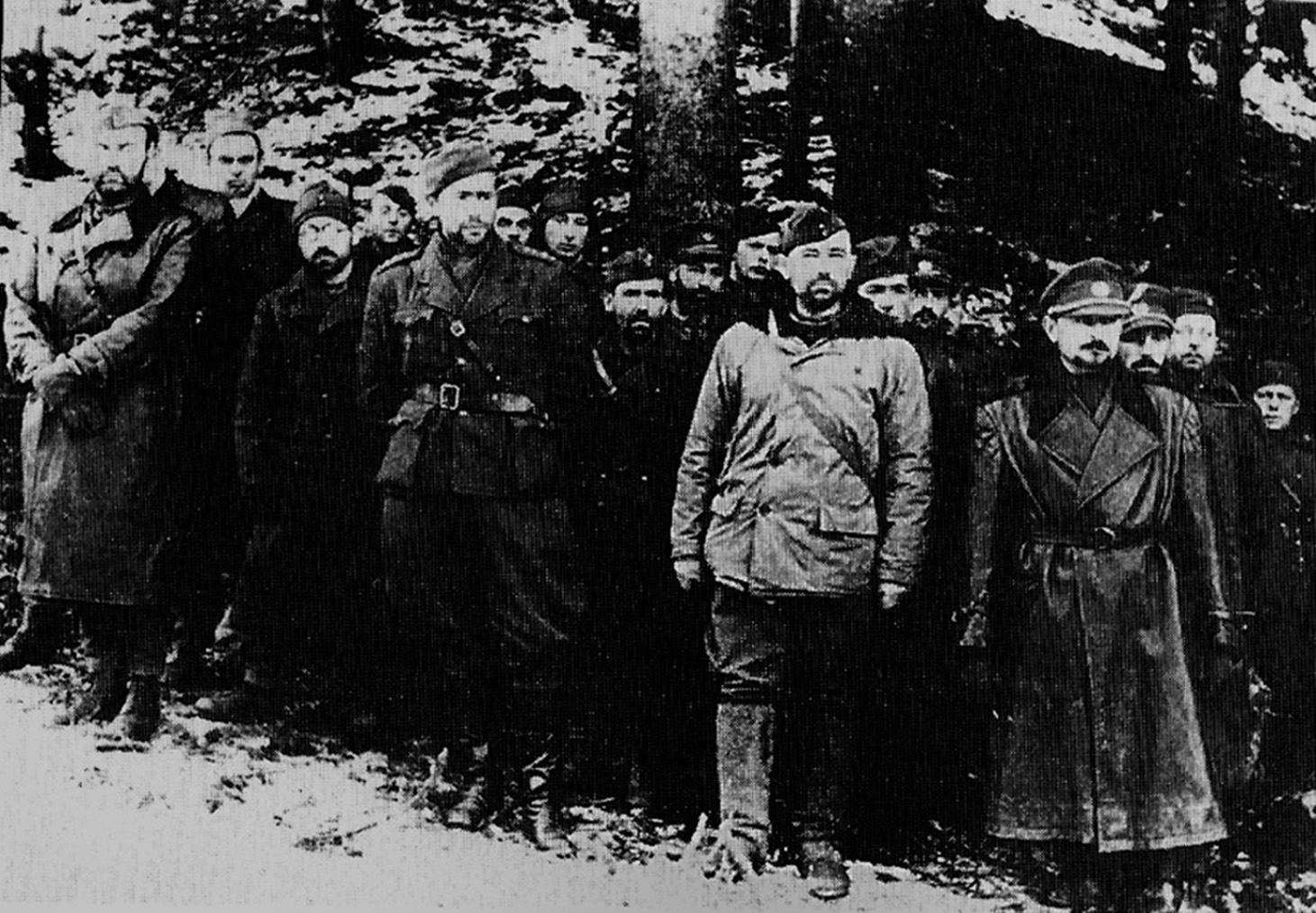
Partisans slovaques pendant le soulèvement

Selon Lederer, il a rejoint le groupe partisan Kriváň et a tenté de traverser la frontière pour combattre dans le soulèvement national slovaque (août-octobre 1944), et a été blessé dans cette tentative. En novembre, il a fait sa dernière visite à Theresienstadt, restant environ huit jours pour compiler un rapport détaillé sur la Petite Forteresse, le ghetto et la caserne des Sudètes où les Allemands avaient transféré les archives du Bureau de Sécurité Principal du Reich en 1943. Le rapport de Lederer contenait des informations pour lesquelles, selon Kárný, « tous les services secrets alliés auraient donné n'importe quoi » pour les obtenir. Il n'y a aucune preuve que Lederer ait tenté de l'envoyer aux Alliés.
À la suite de cela, Lederer a déclaré qu'il était retourné à Zbraslav et avait rejoint un groupe partisan nommé d'après le SP Vezděněv et a poursuivi son activité avec Plzeňák 28. Selon Kárný, le rôle de Lederer dans ce dernier groupe, qui en 1944 s'est concentré sur le sabotage de l'usine de condensateurs de Roderstein et d'une installation locale de la Wehrmacht n'est pas clair. Kulka n'est pas d'accord, déclarant que le rapport sur les activités de Lederer dans le groupe Plzeňák 28 confirme son témoignage « dans les moindres détails ». Lederer est resté en Tchécoslovaquie après la prise de pouvoir communiste de 1948 et s'est marié,. Il est mort à Prague en 1972, âgé de 68 ans.

## Postérité
Pestek était l'un des seuls gardiens d'Auschwitz à risquer sa vie pour aider les détenus à s'échapper. Selon l'historien autrichien et survivant d'Auschwitz Hermann Langbein, ses actions indiquent notamment les limites de la hiérarchie totalitaire absolue imposée par les chefs SS. Langbein évalue les actions de Pestek plus favorablement que celles des gardes qui ont aidé les détenus à s'échapper lors de l'évacuation du camp en janvier 1945 dans l'espoir d'éviter la punition pour leurs crimes. Un survivant a décrit Pestek comme « une personne décente qui n'a jamais battu les détenus » et Yehuda Bacon a dit qu'il était « plus humain » que les autres gardes SS. Les prisonniers tchèques du camp familial l’auraient appelé « miláček », tchèque pour « chéri ». Bacon a également déclaré que Pestek a maintenu un contact confidentiel avec Fredy Hirsch, un chef du camp familial jusqu'à sa mort lors de la liquidation du 8 mars. Selon la psychologue israélienne Ruth Linn (en), Pestek a peut-être aidé Lederer dans une tentative de se distancier des crimes nazis parce que sa maison en Bucovine avait été récemment occupée par l'avancée de l'Armée rouge. Pestek n'est pas reconnu comme « Juste parmi les Nations » par le mémorial Yad Vashem.
Bien que décrit comme « l'une des évasions les plus bizarres » de la Seconde Guerre mondiale par l'historien Alan J. Levine, l'évasion de Lederer a été éclipsée par celle de Rudolf Vrba et d'Alfred Wetzler deux jours plus tard, qui ont produit le rapport Vrba-Wetzler,. Bien que certains auteurs, dont Levine, aient lié le rapport de Lederer au fait que la deuxième liquidation du camp familial a épargné ceux qui étaient capables de travailler, Miroslav Kárný souligne que la décision a été prise en raison de la pénurie croissante de main-d'œuvre. Kárný, qui a estimé que les actions de Lederer n'avaient besoin d'aucun embellissement, a constaté que Lederer et le journaliste tchèque Eduard Kotora, qui a rendu public les actions du premier, les ont exagérées. Ces distorsions ont été répétées sans critique par d'autres auteurs. Un récit influent, bien que discrédité, de l'évasion était le livre semi-fictif d'Erich Kulka de 1966 Escape from Auschwitz,. L'historien israélien d'origine tchèque Yehuda Bauer a écrit dans l'introduction du livre que « L'histoire que raconte Erich Kulka n'est pas de la fiction ». Kulka a affirmé que son travail était historiquement exact, même en le décrivant comme un « roman historique ».